# Fuck deg
Fuck deg è un singolo della cantante norvegese Sichelle, pubblicato il 12 giugno 2007 su etichetta discografica Eccentric Music come primo estratto dal suo album di debutto eponimo.

## Tracce
1. Fuck deg (versione originale) – 4:02
2. Fuck deg (remix) – 4:51

## Classifiche
| Classifica (2008) | Posizione massima |
| ----------------- | ----------------- |
| Norvegia          | 1                 |